# Толстунова, Мария Никитична
Мария Никитична Толстунова (1912, слобода Евстратовка, Острогожский уезд, Воронежская губерния — 1998) — главный зоотехник племенного птицезавода «Арженка» Рассказовского района Тамбовской области. Герой Социалистического Труда (1966). Лауреат Сталинской премии (1952). Заслуженный зоотехник РСФСР (1960).

## Биография
Родилась 17 сентября 1912 года в крестьянской семье в слободе Евстратовка Острогожского уезда (сегодня — Россошанский район) Воронежской губернии. Окончила педагогический техникум и в 1934 году — Воронежский сельскохозяйственный институт, после чего работала в Челябинской и Курской областях. С 1939 года работала зоотехником и главным зоотехником-заместителем директора птицесовхоза «Арженка» Рассказовского района Тамбовской области. В 1941 году назначена заведующей зоотехнической службы.
В 1952 году удостоена Сталинской премии «за коренное усовершенствование методов производственной работы в области племенного птицеводства» и в 1966 году — звания Героя Социалистического Труда за высокие производственные показатели в животноводстве.
Неоднократно участвовала во всесоюзной выставке ВДНХ.
С 1983 года проживала в городе Чайковский Пермской области.
Умерла 18 февраля 1998 года.

## Сочинения
- За широкую специализацию в совхозном производстве [Текст] : [Совхоз «Арженка»] / М. Н. Толстунова, А. Степунин ; Тамб. обл. упр. сел. хозяйства. — Тамбов : [б. и.], 1959. — 8 с.; 20 см.
- Производство мясных цыплят [Текст] / М. Н. Толстунова, зоотехник совхоза «Арженка». — Тамбов : Кн. изд-во, 1959. — 16 с.; 14 см. — (Библиотечка птицевода)

## Награды
- Герой Социалистического Труда — указом Президиума Верховного Совета СССР от 22 марта 1966 года
- Орден Ленина
- Орден Трудового Красного Знамени
- Сталинская премия 3 степени.